# 海老名市立図書館
海老名市立図書館（えびなしりつとしょかん）は、神奈川県海老名市にある公立図書館。

## 概要
市の北寄りに中央図書館、南に有馬図書館をもち、その他、市内数箇所に予約資料受け取りや資料返却のできるコーナーが設けられている。2011年から図書館2館の運営業務を図書館流通センター (TRC) に委託。2014年からは指定管理者制度による運営を開始、カルチュア・コンビニエンス・クラブ (CCC) および TRC の共同事業体が指定管理者となっている。2015年には中央図書館がフロア規模を拡大し、書店やカフェを併設して改装オープンした。いわゆる「TSUTAYA図書館」としては武雄市図書館・歴史資料館に次ぐ2例目となった。

## 歴史

### 有馬村による図書館の設置
1928年（昭和3年）8月31日、高座郡有馬村は「図書館設定ノ件」を提出し昭和大典記念事業の一環として、村立の「有馬図書館」を設置することを決定した。同日発せられた「公立図書館設置ノ義ニ付稟請」に対して、神奈川県は9月8日に有馬村立図書館の設置を認可。11月20日に有馬尋常高等小学校の校舎内に有馬村立図書館が開館した。

### 自動車文庫（移動図書館）に関する動き
現在の海老名市域における移動図書館の運行は、明治時代まで遡ることができる。明治後期になり社会教育が重視される中で、高座郡役所は郡内の小学校19校を巡回する高座郡巡回文庫を設置。当地域では有馬・海老名の各小学校にて開庫した。
1958年（昭和33年）11月、海老名町文化協会は神奈川県立図書館自動車文庫へ加入し、配本を受け始めた。
2015年（平成27年）9月30日の運行をもって自動車文庫の運行は終了した。

### オンライン化の動き
2001年（平成13年）9月、OPAC（オンライン蔵書目録）が公開されインターネットからの蔵書検索が可能となる。2002年（平成14年）10月18日には神奈川県図書館協会が県内の公共図書館OPACを一括検索サイトを公開。海老名市立図書館など13館が参加し横断検索サービスも始まった（のちに計15館が参加。）。

### 民間委託とリニューアル
2010年6月、プロポーザル方式により図書館運営業務委託の業者を選定し、2011年4月1日から、中央と有馬の2館の図書館運営業務を図書館流通センター (TRC) に委託を開始した。
2013年4月、海老名市の図書館条例を改正して指定管理者制度を導入。7月25日から指定管理者の公募を開始した。公募内容には提案によっては営利事業も認める旨の条項が示されていた。応募してきたのは、武雄市図書館・歴史資料館の指定管理者として知られていたカルチュア・コンビニエンス・クラブ (CCC) とTRCの共同事業体のみであり、同年12月、カルチュア・コンビニエンス・クラブ（CCC）と図書館流通センター（TRC）の共同事業体を指定管理者として指定し、翌2014年3月、海老名市立図書館の管理運営に関する基本協定が締結された。
2014年4月1日、CCC・TRC共同体は、海老名市立図書館の指定管理者として運営を開始した。これ以降、両図書館の開館時間を延長し、中央図書館は原則年中無休、有馬図書館には学校図書室支援センターを併設して学校図書室の活用を支援することになった。
中央図書館は長期休館して改修工事を行い、2015年10月1日に改装開館した。改装以前は1階と2階のみが図書館フロアであったが、地下1階から地上4階までが図書館スペースとなり、1階には蔦屋書店とカフェを併設、4階は改装によりキッズライブラリーが設置された。

### CCCによる運営の問題
海老名市図書館の改装開館の数か月前から、CCCが運営している武雄市図書館・歴史資料館において中古図書や、地元から遠く離れた地方のグルメ本が購入されていると話題になった。当時の海老名市教育委員会委員長はこの件について、開館に際し新規購入する9千冊程度の図書は、内容が適切なものであるかどうか精査するとコメントした。開館の2日前にあたる9月30日には、精査を完了したという報道がなされた。
しかし、改装オープン直後の2015年10月、新規購入した書籍の中に『タイバンコク夜遊び地図』等タイの風俗店ガイドブック3冊が含まれていたことが外部からの指摘で判明した。海老名市教育委員会は10月5日にこれらの本の貸出を中止することを決め、CCCに中止を命じた。
また、これとは別に蔵書検索の不具合を指摘する声が上がった。日本の公共図書館の多くは日本十進分類法を使用しているが、海老名市立図書館では独自の分類を採用している。たとえば、三島由紀夫の小説『金閣寺』が国内旅行、東野圭吾の小説『手紙』が手紙の書き方、旧約聖書の『出エジプト記』が海外旅行、漢詩やイザベラ・バードの『中国奥地紀行』が日本の中国地方 となっており、一部は批判を受けて後に修正している。書名だけで機械的に分類したものとみられている。
2015年10月下旬、TRCがCCCとの協力関係解消を検討していると報じられたが、海老名市立図書館に関しては2019年3月の契約満了までCCCとTRCの共同企業体で運営を続けることが市長の定例記者会見で発表された。
2015年12月24日から図書館サイトにて掲載したイベント情報「新春 お正月むかし遊び」にて、他サイトからの写真・文章の盗用が発覚、写真はクレジット表記を消した上で流用していた。その後、削除され図書館サイトに謝罪文が公開された。

### 年表
（特記のない限り『図書館年報 平成25年度版』「図書館のあゆみ」 による）
- 1928年（昭和3年）11月：有馬小学校内に旧・有馬村立図書館設立
- 1950年（昭和25年）4月：海老名町公民館内に海老名町立図書館開館
- 1955年（昭和30年）7月：有馬村と旧海老名町が合併し、海老名町となる。
- 1961年（昭和36年）4月：海老名町役場有馬支所（旧有馬村役場）内に海老名町立図書館有馬支所分館が開館。
- 1962年（昭和37年）3月29日：海老名町立図書館条例の議案が提出され、原案の通り議決される。同年4月5日公布、施行[注 7]。図書館協議会が設置される。
- 1967年（昭和42年）6月：国分253番地の中央公民館に併設して、図書館の新館開館。同年11月、市制施行により、海老名市立海老名市図書館となる。
- 1980年（昭和55年）9月：改築後、独立館として開館（1階一般閲覧室とこども室、２階一般閲覧室とこども閲覧室）
- 1983年（昭和58年）9月：新図書館建設・移行のため休館（～昭和60年3月）。
- 1985年（昭和60年）1月：海老名市立海老名市図書館から海老名市立図書館となる。同年４月、上郷474番地4[注 8] に新図書館開館。コンピュータシステムによる貸出運用開始。
- 1990年（平成2年）11月：特別コレクション｢国分寺関係資料｣コーナー設置。｢国分寺資料目録｣を刊行
- 1994年（平成6年）3月：広域利用開始（相模原市・秦野市・厚木市・大和市・伊勢原市・ 座間市・綾瀬市・愛川町及び清川村）
- 1995年（平成7年）3月：海老名市立有馬図書館が竣工し[40]、5月2日に開館[41]。
- 2004年（平成16年）4月：海老名市立図書館を海老名市立中央図書館に改称[42][43]。
- 2011年（平成23年）4月：中央図書館と有馬図書館の運営業務を図書館流通センター（TRC）に委託。
- 2014年（平成26年）4月1日：CCC・TRC共同事業体が指定管理者として中央図書館と有馬図書館の運営を開始[44][注 9]。
- 2015年（平成27年）
  - 10月1日：中央図書館がリニューアルオープン[21]。
  - 10月23日：TRCが、CCCとの共同事業体としての提携解消を申し出る[30]。
- 2020年（令和2年）3月：新型コロナウイルス感染拡大防止のため5日から22日まで臨時休館となり、さらに31日までに延長するとともに予約資料の受け取りサービスに限り再開を告知した[45]。休館はさらに4月12日まで[46]、4月30日まで[47]、5月6日までと延長し[48]、4月11日からは予約資料の受け取りサービスも休止して完全休館となる旨を告知した後[49]、さらに完全休館を8月31日にまで延長した[50]。有馬図書館は大規模改修工事のためそのまま2021年（令和3年）4月30日までを予定した長期休館に入った[51]。中央図書館では目的外使用の店舗も臨時休業となったが[52][53]、6月8日から一部サービスを制限しつつ開館し[54]、22日には一部サービスを再開し、目的外使用の店舗も営業を始めた[55]。
- 2021年（令和3年）5月1日：門沢橋コミュニティセンターの大規模改修工事が完了し、有馬図書館が再開[56]。

## 中央図書館
- 〒243-0434 海老名市めぐみ町7番1号
- 海老名駅より徒歩7分

### 国分寺関係資料コーナー
1985年の新館開館により利用実績を伸ばした市立図書館は「地域の特長ある資料の提供が必要」と考え、郷土資料・行政資料の収集を徹底した。さらに、海老名に相模国分寺跡があることを活かし、全国各地の国分寺（および国分尼寺）に関する資料を収集・整理した。4年半に及ぶ準備期間を経て、1990年11月1日、中央図書館2階の参考資料室の一角に「国分寺関係資料コーナー」が開設・常置された。これらの成果は『国分寺関係資料目録』として刊行された。

## 有馬図書館
門沢橋コミュニティセンターに併設。
- 〒243-0426 海老名市門沢橋一丁目20番41号
- 門沢橋駅より徒歩5分

## サービスポイント
返却カウンター
- 海老名駅連絡所、かしわ台連絡所、東柏ケ谷小学校市民図書室

屋外返却ポスト
- 駅、市役所、TSUTAYAさがみの駅前店

## 刊行物
定期刊行物は以下のとおり。
- 図書館年報（中央図書館、年刊[注 10]）
- おはなし会だより（中央図書館、年3回刊、1985年7月創刊）
- 特集絵本（中央図書館、月刊、1996年6月創刊）
- 新着案内（有馬図書館、月刊、1995年5月創刊）
- いんふぉめーしょん（有馬図書館、隔月刊、1995年6月創刊）

この他、全国の国分寺関係の資料をまとめた『国分寺関係資料目録』（詳細は「#国分寺関係資料コーナー」節を参照）などがある。

## 広域利用
図書館が市の直営であった時代には、県央地区（相模原市、秦野市、厚木市、大和市、伊勢原市、座間市、綾瀬市、愛川町、清川村）内のみ、他市でもカードを作って図書を借りることができた。指定管理者移行後は、区域外でも、カードを作ることができるようになった。